# Andrij Chrypta
Andrij Ivanovyč Chrypta (in ucraino Андрій Іванович Хрипта?; in russo Андрей Иванович Хрипта?, Andrej Ivanovič Chripta; Znam"janka, 29 novembre 1986) è un ex ciclista su strada e mountain biker ucraino.

## Palmarès

### Strada
- 2013 (Kolss Cycling Team, una vittoria)

Classifica generale Grand Prix of Adygeya
- 2015 (Kyiv Capital Racing, una vittoria)

Grand Prix of ISD

#### Altri successi
- 2012 (Kolss Cycling Team)

2ª tappa Sibiu Cycling Tour (Cisnădie > Sibiu, cronosquadre)
- 2013 (Kolss Cycling Team)

Prologo Turul României (Marghita, cronosquadre)

## Piazzamenti

### Competizioni mondiali
- Campionati del mondo di mountain bike

Val di Sole 2008 - Cross Country Under-23: 78º
- Campionati del mondo

Toscana 2013 - Cronosquadre: 28º
Toscana 2013 - In linea Elite: ritirato
Ponferrada 2014 - In linea Elite: 93º
Richmond 2015 - In linea Elite: ritirato
- Giochi olimpici

Rio de Janeiro 2016 - In linea: ritirato

### Competizioni europee
- Campionati europei

Plumelec 2016 - In linea Elite: ritirato